# Fylldblommiga narcisser
Fylldblommiga narcisser (Narcissus Fylldblommiga gruppen) är grupp i familjen amaryllisväxter som tillhör släktet narcisser. Till gruppen förs hybrider som är fylldblommiga. Motsvarar division 4 - Double i RHS Classified list and international register of Daffodil name.